# Distretto di Tiro
Il distretto di Tiro è un distretto amministrativo del Libano, che fa parte del governatorato del Sud Libano. Il capoluogo del distretto è Tiro.